# Зморка, Марлен Серверович
Марлен Серверович Зморка (родился 1 июля 1993 года в Николаеве) — украинский велогонщик, дважды призёр чемпионата Европы по шоссейному велоспорту (2010 и 2015 годов), выступает за команду «Amore & Vita-Prodir». Мастер спорта Украины международного класса.

## Биография
Окончил Николаевский лицей и Николаевское высшее училище физической культуры. Отец — профессиональный футболист, ныне занимается производством евроокон и мебели. Мать — домохозяйка, окончила музыкальную школу по классу скрипки. Именно она выбрала имя для сына как сокращение аббревиатуры «Маркс-Ленин». Есть брат, который занимается смешанными единоборствами на уровне любителя, и бабушка, которая живёт в Турции.
Марлен занимается велоспортом с 2008 года, первый тренер — Виктор Иванович Калинчук. Выступал на украинских соревнованиях от Николаевской области. Кумиры в велоспорте — Виталий Буц, выступавший за профессиональную команду Lampre, и мастера раздельного старта Фабиан Канчеллара и Бредли Увиггинс. Первую международную медаль Марлен выиграл в 2010 году на чемпионате Европы в турецкой Анкаре, заняв 3-е место в индивидуальной гонке. По словам Марлена, за километр до финиша произошёл прокол шины, который наверняка лишил Марлена победы в чемпионате. Далее он стал чемпионом страны в раздельной гонке, был вторым в категории «андеры» среди юниоров, однако на чемпионате мира из-за недостаточной подготовки занял 18-е место.
После перехода в итальянскую команду «Паллацаго» тренеры занялись его индивидуальной подготовкой, что помогло ему одержать, начиная с 2012 года, две победы в индивидуальном раздельном старте: одну на итальянских соревнованиях, другую на международных. Команду он выбрал, поскольку там в прошлом выступали ведущие украинские велогонщики Ярослав Попович (бронзовый призёр «Джиро д'Италия»), Юрий Кривцов (обладатель Кубка мира) и Юрий Метлушенко (обладатель 18 побед). Несмотря на серьёзные проблемы с адаптацией, в течение нескольких месяцев выучил итальянский язык.
На чемпионате Европы 2013 года в Чехии Марлен занял 4-е место в гонке с раздельным стартом и затем был отправлен в групповую гонку, однако в возникшем завале упал и получил серьёзные травмы (тогда же пострадал один польский велогонщик, который неделю пробыл в коме, и белорусский велогонщик, которому наложили два шва). У него были выбиты два зуба, сломан нос и вылетели два диска из позвоночника. В больнице он перенёс две операции и пропустил итого месяц и три недели. После больничного Марлен стал готовиться к чемпионату мира и доехал до финиша в гонке, несмотря на свою полную неготовность. От семьи он скрыл факт падения, и только брат приехал поддержать Марлена.
Увлекается классической музыкой и шансоном, проживает в городе Бергамо. Близкая подруга — Арианна Фиданза, дочь бывшего чемпиона мира по велоспорту.

## Достижения
2010
: Чемпионат Европы, индивидуальная гонка, юниоры
2011
: Чемпионат Украины, юниоры, гонка-критериум
2012
: Чемпионат Украины, до 23 лет
4: Мемориал Давиде Фарделли
5: Чемпионат Европы, индивидуальная гонка, до 23 лет
6: Чемпионат мира, индивидуальная гонка, до 23 лет
2013
: Виченца-Бьонде
: Трофей Раффаэле Марколи
: Чемпионат Украины, индивидуальная гонка, до 23 лет
4: Чемпионат Европы, индивидуальная гонка, до 23 лет
6: Трофей Читта-ди-Сан-Вендемьяно
7: ZLM Tour
8: Гран-при Сан-Джузеппе
81: Чемпионат мира, групповая велогонка
2014
: Трофей Тоско-Умбро
: Кубок Сан-Сабино
: Трофей Раффаэле Марколи
: Чемпионат Украины, индивидуальная гонка, до 23 лет
6: Чемпионат Европы, индивидуальная гонка, до 23 лет
8: Чиркуито дель Порто
2015
  Чемпионат Украины, индивидуальная гонка, до 23 лет
 Чемпионат Европы, индивидуальная гонка, до 23 лет
5: Трофей Читта-ди-Сан-Вендемьяно
9: Чемпионат мира, индивидуальная гонка, до 23 лет
2016
: Этап 1 (TTT), Международный велотур Шарджах
4: Кубок ОАЭ